# Anigraea deleta
Anigraea deleta är en fjärilsart som beskrevs av George Francis Hampson 1891. Anigraea deleta ingår i släktet Anigraea och familjen nattflyn. Inga underarter finns listade i Catalogue of Life.